# Millierinae
Millierinae is een onderfamilie van Glittermotten (Choreutidae). Het typegeslacht is Millieria.

## Geslachten
Het bestaat uit de volgende drie geslachten:
- Millieria Ragonot, 1874
- Nix Heppner, 1982
- Phormoestes Heppner, 1982